# Gomphus (insecte)
Pour un genre de champignons, voir Gomphus.
Gomphes
Genre
Gomphus (les gomphes en français) est un genre d'insectes odonates anisoptères.

## Description
Les espèces de ce genre sont de taille moyenne, avec un corps jaune à verdâtre marqué de noir.
Ce genre se distingue des autres genres de Gomphidae par la ligne claire longitudinale marquant la partie supérieure de l'abdomen qui est plus étroite que la largeur de l'abdomen.
Il est aussi caractérisé par la ligne médiodorsale quasi-continue qui lie les segments S1 à S7, voire S10.
De plus, les ailes postérieures sont dépourvues de champ anal et une nervure perpendiculaire ininterrompue relie le subtriangle à la bordure postérieure de l’aile. Les cercoïdes des mâles sont plutôt courts (à peu près aussi longs que le segment S10) et divergent nettement. La lame supra-anale bifide est à peine plus courte et ses branches sont peu visibles du dessus, souvent cachées par les cercoïdes.

## Liste des espèces
- Gomphus abbreviatus Hagen in Selys, 1878
- Gomphus adelphus Selys, 1858
- Gomphus amamiensis Asahina, 1962
- Gomphus amseli Schmidt, 1961
- Gomphus apomyius Donnelly, 1966
- Gomphus auricolor Fraser 1926
- Gomphus australis Needham, 1897
- Gomphus borealis Needham, 1901
- Gomphus cavillaris  Needham, 1902
- Gomphus consanguis  Doi & Okumura, 1937
- Gomphus cuneatus  Needham, 1930
- Gomphus crassus  Hagen in Selys, 1878
- Gomphus davidi  Selys, 1887
- Gomphus descriptus  Banks, 1896
- Gomphus dilatatus  Rambur, 1842
- Gomphus diminutus  Needham, 1950
- Gomphus excavatus  Bartenef, 1930
- Gomphus exilis  Selys, 1854
- Gomphus externus  Hagen in Selys, 1858
- Gomphus fraternus  Say, 1839
- Gomphus geminatus  Carle, 1979
- Gomphus gonzalezi  Dunkle, 1992
- Gomphus graslinellus  Walsh, 1862
- Gomphus graslinii  Rambur, 1842 - Gomphe de Graslin
- Gomphus hainanensis  Chao, 1953
- Gomphus hesperius  Chao, 1953
- Gomphus hodgesi  Needham, 1950
- Gomphus hoffmanni  Needham, 1931
- Gomphus hybridus  Williamson, 1902
- Gomphus kinzelbachi  Schneider, 1984
- Gomphus kurilis  Hagen in Selys, 1858
- Gomphus lineatifrons Calvert, 1921
- Gomphus lividus  Selys, 1854
- Gomphus lucasii  Selys, 1849
- Gomphus lynnae  Paulson, 1983
- Gomphus melaenops  Selys 1854
- Gomphus militaris  Hagen in Selys, 1858
- Gomphus minutus  Rambur, 1842
- Gomphus modestus  Needham, 1942
- Gomphus nilgiricus Laidlaw, 1922
- Gomphus odoneli Fraser, 1922
- Gomphus oklahomensis  Pritchard, 1935
- Gomphus ozarkensis  Westfall, 1975
- Gomphus pacatus Chao, 1953
- Gomphus parvidens  Currie, 1917
- Gomphus perlaetus Chao, 1953
- Gomphus personatus Selys, 1873
- Gomphus pryeri Selys, 1883
- Gomphus pulchellus  Selys, 1840 - Gomphe gentil
- Gomphus quadricolor  Walsh, 1863
- Gomphus rogersi  Gloyd, 1936
- Gomphus sandrius  Tennessen, 1983
- Gomphus schneiderii  Selys, 1850
- Gomphus septimus  Needham, 1930
- Gomphus simillimus  Selys, 1840 - Gomphe semblable
- Gomphus somnolens  Needham, 1930
- Gomphus spicatus  Hagen in Selys, 1854
- Gomphus vastus  Walsh, 1862
- Gomphus ventricosus Walsh, 1863
- Gomphus viridifrons  Hine, 1901
- Gomphus vulgatissimus  (L., 1758) - Gomphe vulgaire
- Gomphus westfalli Carle & May, 1987